# Zhuzhou
|  | Zhuzhou er også navnet et amt i præfekturet |
Zhuzhou (traditionel kinesisk: 株州; pinyin: Zhūzhōu) er en kinesisk by på præfekturniveau ved floden Xiangjiang i provinsen Hunan i det sydlige Kina. Præfekturet har et areal på 11,262 km² og en befolkning på 3,8 millioner mennesker (2007).
Zhuzhou er venskabsby med Fredrikstad i Norge.

## Administrative enheder
Zhuzhou består af fire bydistrikter, et byamt og fire amter:
- Bydistriktet Tianyuan – 天元区 Tiānyuán Qū ;
- Bydistriktet Hetang – 荷塘区 Hétáng Qū ;
- Bydistriktet Lusong – 芦淞区 Lúsōng Qū ;
- Bydistriktet Shifeng – 石峰区 Shífēng Qū ;
- Byamtet Liling – 醴陵市 Lǐlíng Shì ;
- Amtet Zhuzhou – 株洲县 Zhūzhōu Xiàn ;
- Amtet You – 攸县 Yōu Xiàn ;
- Amtet Chaling – 茶陵县 Chálíng Xiàn ;
- Amtet Yanling – 炎陵县 Yánlíng Xiàn.

## Trafik

### Jernbane
Jingguangbanen, som er toglinjen mellem Beijing i nord og Guangzhou i syd , har stoppested i Zhuzhou. Jernbanelinjen passerer blandt andet Shijiazhuang, Handan, Zhengzhou, Wuhan, Changsha og Shaoguan.

### Veje
Kinas rigsvej 320 går gennem området. Den begynder i Shanghai og løber mod sydvest til grænsen mellem provinsen Yunnan og Burma. Undervejs passerer den blandt andet Hangzhou, Nanchang, Guiyang, Kunming og Dali.
27°50′27″N 113°08′49″Ø / 27.84071°N 113.14692°Ø